# Tour de France 1997
84. Tour de France rozpoczął się 5 lipca w Rouen, a zakończył się 27 lipca w Paryżu. Wyścig składał się z prologu i 21 etapów, w tym: 11 etapów płaskich, 3 etapów górzystych, 5 etapów górskich i 3 etapów jazdy na czas. Cała trasa liczyła 3944 km.

## Klasyfikacje
Klasyfikację generalną wygrał Niemiec Jan Ullrich, wyprzedzając Francuza Richarda Virenque i Włocha Marco Pantaniego. Ullrich został tym samym pierwszym niemiecki kolarzem w historii, który wygrał Wielka Pętlę. Ullrich wygrał też klasyfikację młodzieżową, Virenque wygrał klasyfikację górską, a Niemiec Erik Zabel wygrał klasyfikację punktową. Najaktywniejszym kolarzem został Virenque. W klasyfikacji drużynowej najlepsza była niemiecka drużyna Team Telekom.
W tej edycji Tour de France wystartowało dwóch Polaków: Zenon Jaskuła (Mapei-GB) zajął 8. miejsce na 12. etapie i 59. miejsce w klasyfikacji generalnej (2 h 15 min. za zwycięzcą), a Dariusz Baranowski (US Postal Service) zajął 87. miejsce w klasyfikacji generalnej (3 h 12 min. za zwycięzcą).

## Doping
Po drugim etapie we krwi Uzbeka Dżamolidina Abdużaparowa wykryto klenbuterol i bromantan. Otrzymał karę finansową, utracił 300 punktów w rankingu UCI oraz został zawieszony na rok. Pięciu kolarzy zwycięskiej ekipy Telekom, w tym zwycięzca Touru – Jan Ullrich, jego rodacy: Udo Bölts, Erik Zabel, Christian Henn, Rolf Aldag i Duńczyk Bjarne Riis przyznali się w kolejnych latach do stosowania dopingu w 1997 roku. Doping mieli też stosować Szwajcar Alex Zülle z drużyny ONCE oraz Francuz Philippe Gaumont z ekipy Cofidis.

## Drużyny
W tej edycji TdF wzięły udział 22 drużyny:
| - Team Telekom - Festina-Lotus - Mapei-GB - ONCE - MG Maglificio-Technogym - Team Polti | - Cofidis - Française des Jeux - Lotto-Mobistar-Isoglass - US Postal - Kelme-Costa Blanca - Mercatone Uno | - La Mutuelle de Seine et Marne - BigMat-Auber 93 - Roslotto-ZG Mobili - GAN - TVM-Farm Frites - Saeco | - Rabobank - Casino - Batik-Del Monte - Banesto |

## Etapy
| P   | 5 lipca  | Rouen                                    | ITT 7,3 km    | Chris Boardman    |               |               |               |
| 1.  | 6 lipca  | Rouen – Forges-les-Eaux                  | 192,0 km      | Mario Cipollini   |               |               |               |
| 2.  | 7 lipca  | Saint-Valery-en-Caux – Vire              | 262,0 km      | Mario Cipollini   |               |               |               |
| 3.  | 8 lipca  | Vire – Plumelec                          | 224,0 km      | Erik Zabel        |               |               |               |
| 4.  | 9 lipca  | Plumelec – Le Puy du Fou                 | 223,0 km      | Nicola Minali     |               |               |               |
| 5.  | 10 lipca | Chantonnay – La Châtre                   | 261,5 km      | Cédric Vasseur    |               |               |               |
| 6.  | 11 lipca | Le Blanc – Marennes                      | 217,5 km      | Jeroen Blijlevens |               |               |               |
| 7.  | 12 lipca | Marennes – Bordeaux                      | 194,0 km      | Erik Zabel        |               |               |               |
| 8.  | 13 lipca | Sauternes – Pau                          | 161,5 km      | Erik Zabel        |               |               |               |
| 9.  | 14 lipca | Pau – Loudenvielle                       | 182,0 km      | Laurent Brochard  |               |               |               |
| 10. | 15 lipca | Luchon – Andorra-Arcalis                 | 252,5 km      | Jan Ullrich       |               |               |               |
| 11. | 16 lipca | Andora – Perpignan                       | 192,0 km      | Laurent Desbiens  |               |               |               |
|     | 17 lipca | Dzień przerwy                            | Dzień przerwy | Dzień przerwy     | Dzień przerwy | Dzień przerwy | Dzień przerwy |
| 12. | 18 lipca | Saint-Étienne                            | ITT 55,5 km   | Jan Ullrich       |               |               |               |
| 13. | 19 lipca | Saint-Étienne – L’Alpe d’Huez            | 203,5 km      | Marco Pantani     |               |               |               |
| 14. | 20 lipca | Le Bourg-d’Oisans – Courchevel           | 148,0 km      | Richard Virenque  |               |               |               |
| 15. | 21 lipca | Courchevel – Morzine                     | 208,5 km      | Marco Pantani     |               |               |               |
| 16. | 22 lipca | Morzine – Fryburg                        | 181,0 km      | Christophe Mengin |               |               |               |
| 17. | 23 lipca | Fryburg – Colmar                         | 218,5 km      | Neil Stephens     |               |               |               |
| 18. | 24 lipca | Colmar – Montbéliard                     | 175,5 km      | Didier Rous       |               |               |               |
| 19. | 25 lipca | Montbéliard – Dijon                      | 172,0 km      | Mario Traversoni  |               |               |               |
| 20. | 26 lipca | Euro Disneyland                          | ITT 63,0 km   | Abraham Olano     |               |               |               |
| 21. | 27 lipca | Euro Disneyland – Paryż (Champs-Élysées) | 149,5 km      | Nicola Minali     |               |               |               |

## Liderzy klasyfikacji po etapach
| Etap                 | Zwycięzca            | Klasyfikacja generalna | Klasyfikacja górska | Klasyfikacja punktowa | Klasyfikacja młodzieżowa | Klasyfikacja drużynowa |
| -------------------- | -------------------- | ---------------------- | ------------------- | --------------------- | ------------------------ | ---------------------- |
| P                    | Chris Boardman       | Chris Boardman         | Cyril Saugrain      | Chris Boardman        | Jan Ullrich              | Team Telekom           |
| 1                    | Mario Cipollini      | Mario Cipollini        | Artūras Kasputis    | Mario Cipollini       | Jan Ullrich              | Team Telekom           |
| 2                    | Mario Cipollini      | Mario Cipollini        | Laurent Brochard    | Mario Cipollini       | Jan Ullrich              | Team Telekom           |
| 3                    | Erik Zabel           | Mario Cipollini        | Laurent Brochard    | Erik Zabel            | Jan Ullrich              | Team Telekom           |
| 4                    | Nicola Minali        | Mario Cipollini        | Laurent Brochard    | Erik Zabel            | Jan Ullrich              | Team Telekom           |
| 5                    | Cédric Vasseur       | Cédric Vasseur         | Laurent Brochard    | Erik Zabel            | Jan Ullrich              | GAN                    |
| 6                    | Jeroen Blijlevens    | Cédric Vasseur         | Laurent Brochard    | Erik Zabel            | Jan Ullrich              | GAN                    |
| 7                    | Erik Zabel           | Cédric Vasseur         | Laurent Brochard    | Erik Zabel            | Jan Ullrich              | GAN                    |
| 8                    | Erik Zabel           | Cédric Vasseur         | Laurent Brochard    | Erik Zabel            | Jan Ullrich              | GAN                    |
| 9                    | Laurent Brochard     | Cédric Vasseur         | Laurent Brochard    | Erik Zabel            | Jan Ullrich              | Team Telekom           |
| 10                   | Jan Ullrich          | Jan Ullrich            | Richard Virenque    | Erik Zabel            | Jan Ullrich              | Festina                |
| 11                   | Laurent Desbiens     | Jan Ullrich            | Richard Virenque    | Erik Zabel            | Jan Ullrich              | Festina                |
| 12                   | Jan Ullrich          | Jan Ullrich            | Richard Virenque    | Erik Zabel            | Jan Ullrich              | Team Telekom           |
| 13                   | Marco Pantani        | Jan Ullrich            | Richard Virenque    | Erik Zabel            | Jan Ullrich              | Team Telekom           |
| 14                   | Richard Virenque     | Jan Ullrich            | Richard Virenque    | Erik Zabel            | Jan Ullrich              | Team Telekom           |
| 15                   | Marco Pantani        | Jan Ullrich            | Richard Virenque    | Erik Zabel            | Jan Ullrich              | Team Telekom           |
| 16                   | Christophe Mengin    | Jan Ullrich            | Richard Virenque    | Erik Zabel            | Jan Ullrich              | Team Telekom           |
| 17                   | Neil Stephens        | Jan Ullrich            | Richard Virenque    | Erik Zabel            | Jan Ullrich              | Team Telekom           |
| 18                   | Didier Rous          | Jan Ullrich            | Richard Virenque    | Erik Zabel            | Jan Ullrich              | Team Telekom           |
| 19                   | Mario Traversoni     | Jan Ullrich            | Richard Virenque    | Erik Zabel            | Jan Ullrich              | Team Telekom           |
| 20                   | Abraham Olano        | Jan Ullrich            | Richard Virenque    | Erik Zabel            | Jan Ullrich              | Team Telekom           |
| 21                   | Nicola Minali        | Jan Ullrich            | Richard Virenque    | Erik Zabel            | Jan Ullrich              | Team Telekom           |
| Klasyfikacja końcowa | Klasyfikacja końcowa | Jan Ullrich            | Richard Virenque    | Erik Zabel            | Jan Ullrich              | Team Telekom           |

## Klasyfikacje końcowe

### Klasyfikacja generalna
| Pozycja | Zawodnik             | Drużyna   | Czas          |
| ------- | -------------------- | --------- | ------------- |
| 1.      | Jan Ullrich          | Telekom   | 100 h 30' 35" |
| 2.      | Richard Virenque     | Festina   | +9' 09"       |
| 3.      | Marco Pantani        | Mercatone | +14' 03"      |
| 4.      | Abraham Olano        | Banesto   | +15' 55"      |
| 5.      | Fernando Escartín    | Kelme     | +20' 32"      |
| 6.      | Francesco Casagrande | Saeco     | +22' 47"      |
| 7.      | Bjarne Riis          | Telekom   | +26' 34"      |
| 8.      | José María Jiménez   | Banesto   | +31' 17"      |
| 9.      | Laurent Dufaux       | Festina   | +31' 55"      |
| 10.     | Roberto Conti        | Mercatone | +32' 26"      |

### Klasyfikacja punktowa
| Pozycja | Zawodnik           | Drużyna   | Punkty |
| ------- | ------------------ | --------- | ------ |
| 1.      | Erik Zabel         | Telekom   | 350    |
| 2.      | Frédéric Moncassin | GAN       | 223    |
| 3.      | Mario Traversoni   | Mercatone | 198    |
| 4.      | Jeroen Blijlevens  | TVM       | 192    |
| 5.      | Nicola Minali      | Batik     | 156    |

### Klasyfikacja górska
| Pozycja | Zawodnik             | Drużyna   | Punkty |
| ------- | -------------------- | --------- | ------ |
| 1.      | Richard Virenque     | Festina   | 579    |
| 2.      | Jan Ullrich          | Telekom   | 328    |
| 3.      | Francesco Casagrande | Saeco     | 309    |
| 4.      | Marco Pantani        | Mercatone | 269    |
| 5.      | Laurent Brochard     | Festina   | 241    |

### Klasyfikacja młodzieżowa
| Pozycja | Zawodnik           | Drużyna  | Czas          |
| ------- | ------------------ | -------- | ------------- |
| 1.      | Jan Ullrich        | Telekom  | 100 h 30' 35" |
| 2.      | Peter Luttenberger | Rabobank | +45' 39"      |
| 3.      | Michael Boogerd    | Rabobank | +1 h 00' 33"  |
| 4.      | Daniele Nardello   | Mapei-GB | +1 h 01' 30"  |
| 5.      | Laurent Roux       | TVM      | +1 h 17' 44"  |

### Klasyfikacja drużynowa
| Pozycja | Drużyna   | Czas          |
| ------- | --------- | ------------- |
| 1.      | Telekom   | 310 h 51' 30" |
| 2.      | Mercatone | +31' 56"      |
| 3.      | Festina   | +47' 52"      |
| 4.      | Banesto   | +1 h 05' 15"  |
| 5.      | Kelme     | +2 h 20' 22"  |